# Paroisse de Dumfries
Cet article concerne la localité canadienne. Pour la ville écossaise, voir Dumfries.
La paroisse de Dumfries est à la fois une paroisse civile et un ancien district de services locaux (DSL) canadien du comté d'York, au Nouveau-Brunswick. Dans le cadre de la réforme de la gouvernance locale du 1er janvier 2023, le territoire du DSL a été réparti entre la ville de Harvey, la communauté rurale de Nackawic-Millville et le district rural de la Région-de-la-capitale.

## Toponyme

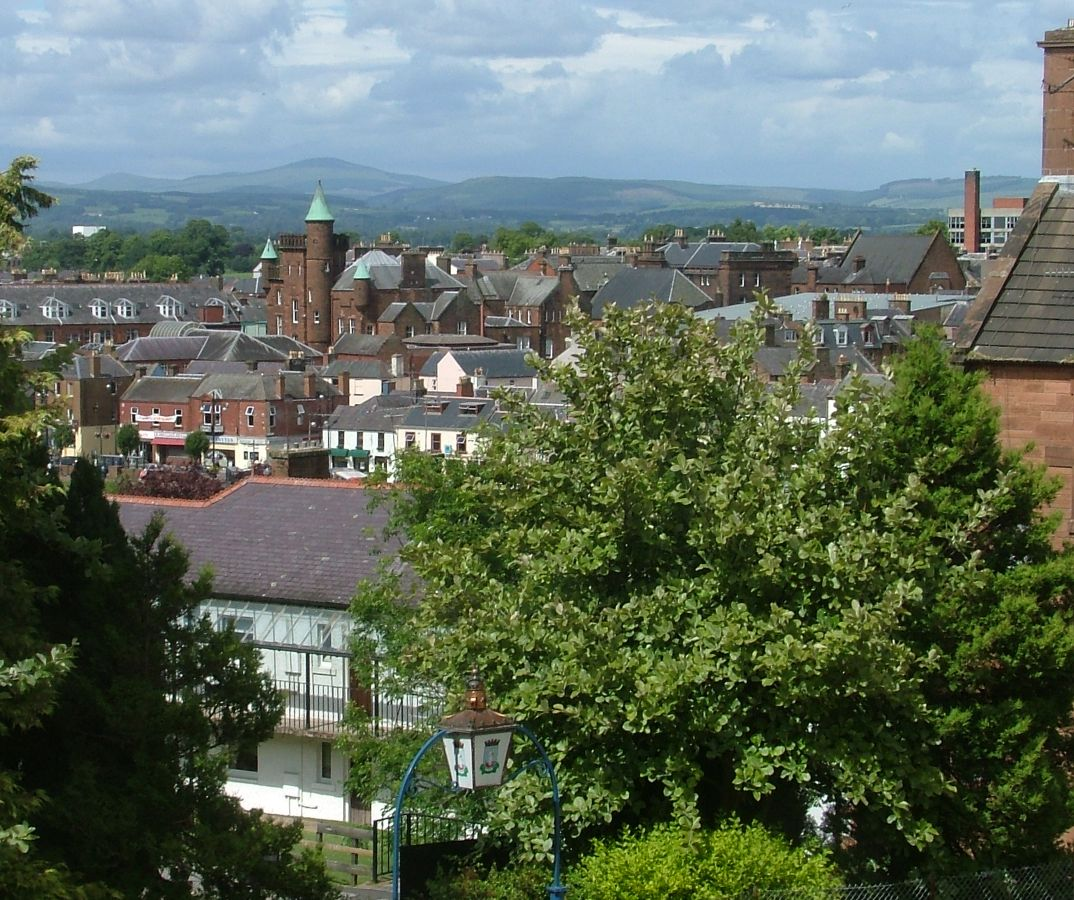
Dumfries, en Écosse.

La paroisse de Dumfries est nommée ainsi d'après Dumfries, en Écosse, qui était apparemment la ville natale d'Adam Allen, un des premiers résidents.
La paroisse comprend les hameaux de Allandale, Barony, Carson, Davidson Lake, Dumfries, Lower Dumfries, Hawkshaw, Murray et Pokiok. Cranberry et Foxbury ont disparu.
Allandale est nommé ainsi en l'honneur de Adam Allan, qui s'y est installé vers 1845. Barony est le nom donné en 1795 à son domaine par John Saunders (1754-1834), juge en chef du Nouveau-Brunswick. Davidson Lake fait référence au lac, lui-même nommé en l'honneur de John Davidson, un Loyaliste établi en 1783. Les noms de Dumfries et de Lower Dumfries ont la même origine que celui de la paroisse. Hawkshaw a été nommé ainsi en 1897, à la demande de ses résidents, en l'honneur Howard Shaw, qui possédait une tannerie à cet endroit. Ce n'est pas certain si la première syllabe est dérivée d'un surnom ou de ses initiales. Pokiok est nommé ainsi d'après sa position sur le ruisseau Pokiok, dont le nom provient du malécite-passamaquoddy Pokweok, qui signifie « lieu étroit ». Le nom s'épelait Poquiock jusqu'en 1916.
L'origine des noms de Carson, de Craberry, de Foxbury et de Murray n'est pas connu.

## Géographie

### Hameaux
Pokiok est situé à l'embouchure de la rivière Pokiok dans le fleuve, à l'ouest du territoire. Le hameau est situé à la tête du pont de Hawkshaw et est desservi par les routes 2 et 102. Hawkshaw est situé à 1,5 kilomètre au nord-est, le long de la route 102. Barony est situé après le coude de Nackawic, toujours le long de la 102, à 4 kilomètres à l'est de Pokiok. Dumfries est situé quant à lui 9,5 kilomètres à l'est de Pokiok. Lower Dumfries s'étend ensuite jusqu'à la frontière avec la paroisse de Prince-William, le long de la route 102. Une partie de Lower Dumfries s'appelait autrefois Carson. Davdison Lake est situé au bord du lac Davidson et est accessible par le chemin du même nom. Il est situé à deux kilomètres au sud-ouest de Dumfries et à 8,5 kilomètres à l'est de Pokiok. Murray est confondu avec Davidson lake. Allandale est situé à 6,5 kilomètres au sud-ouest de Pokiok et est accessible par le chemin Allandale. Il y a aussi quelques résidences au bord du lac Brown.

### Logement
La paroisse comptait 334 logements privés en 2006, dont 156 occupés par des résidents habituels. Parmi ces logements, 93,5 % sont individuels et 6,5 % entrent dans la catégorie autres, tels que les maisons-mobiles. 93,9 % des logements sont possédés alors que 6,1 % sont loués. Ils ont tous été construits avant 1986 et 6,5 % ont besoin de réparations majeures. Les logements comptent en moyenne 8,3 pièces et aucun ne compte plus d'une personne habitant par pièce. Les logements possédés ont une valeur moyenne de 110 028 $, comparativement à 119 549 $ pour la province.

## Histoire
Le littoral du fleuve Saint-Jean est colonisée en 1784, par des soldats démobilisés du régiment loyaliste The King's American Dragoon, une partie du King's American Regiment, et des immigrants d'origines diverses. John Simcoe Saunders obtient une terre au bord du fleuve en 1792. Des parcelles sont graduellement vendues à des colons des hameaux environnants et de la basse vallée du fleuve, formant ainsi le hameau de Barony. Pokiok est fondé par des immigrants irlandais protestants entre 1820 et 1830. Allandale est arpenté en 1842 et fondé en 1845 par des Écossais et des Irlandais.
La municipalité du comté d'York est dissoute en 1966. La paroisse de Dumfries devient un district de services locaux en 1967.

## Démographie
D'après le recensement de Statistique Canada, il y avait 420 habitants en 2021, comparativement à 345 en 2016, soit une hausse de 18 %. La paroisse compte 163 logements privés, a une superficie de 305,23 km2 et une densité de population de 1,4 habitant au km².
| 2001 | 2006 | 2011 | 2016 |
| ---- | ---- | ---- | ---- |
| 393  | 369  | 373  | 356  |

## Économie
Entreprise Central NB, membre du Réseau Entreprise, a la responsabilité du développement économique.

## Administration

### Commission de services régionaux
La paroisse de Dumfries fait partie de la Région 11, une commission de services régionaux (CSR) devant commencer officiellement ses activités le 1er janvier 2013. Contrairement aux municipalités, les DSL sont représentés au conseil par un nombre de représentants proportionnel à leur population et leur assiette fiscale. Ces représentants sont élus par les présidents des DSL mais sont nommés par le gouvernement s'il n'y a pas assez de présidents en fonction. Les services obligatoirement offerts par les CSR sont l'aménagement régional, l'aménagement local dans le cas des DSL, la gestion des déchets solides, la planification des mesures d'urgence ainsi que la collaboration en matière de services de police, la planification et le partage des coûts des infrastructures régionales de sport, de loisirs et de culture; d'autres services pourraient s'ajouter à cette liste.

### Représentation et tendances politiques
Nouveau-Brunswick: Dumfries fait partie de la circonscription provinciale de York, qui est représentée à l'Assemblée législative du Nouveau-Brunswick par Carl Urquhart, du Parti progressiste-conservateur. Il fut élu lors de l'élection générale de 2006 et réélu à celle de 2010.
 Canada: Dumfries fait partie de la circonscription électorale fédérale de Nouveau-Brunswick-Sud-Ouest, qui est représentée à la Chambre des communes du Canada par Gregory Francis Thompson, ministre des Anciens Combattants et membre du Parti conservateur. Il fut élu lors de la 40e élection fédérale, en 1988, défait en 1993 puis réélu à chaque fois depuis 1997.

## Vivre dans la paroisse de Dumfries
Le DSL est inclus dans le territoire du sous-district 10 du district scolaire Francophone Sud. Les écoles francophones les plus proches sont à Fredericton alors que les établissements d'enseignement supérieurs les plus proches sont dans le Grand Moncton.
Dumfries possède une caserne de pompiers et l'église anglicane St. Clement's. Le bureau de poste et le détachement de la Gendarmerie royale du Canada le plus proche est à Nackawic.
Les anglophones bénéficient des quotidiens Telegraph-Journal, publié à Saint-Jean, et The Daily Gleaner, publié à Fredericton. Ils ont aussi accès au bi-hebdomadaire Bugle-Observer, publié à Woodstock. Les francophones ont accès par abonnement au quotidien L'Acadie nouvelle, publié à Caraquet, ainsi qu'à l'hebdomadaire L'Étoile, de Dieppe.